# 磯浦康二
磯浦 康二（いそうら こうじ、1932年11月11日 - 2018年4月7日）は、元日本放送協会（NHK）のアナウンサー。

## 人物・経歴
東京都豊島区出身。1957年上智大学文学部新聞学科卒業。同年、日本放送協会（NHK）にアナウンサーとして入局。1990年まで同局にて活躍。同局退社後、ラジオ・パーソナリティー、上智大学文学部新聞学科講師、対話総合研究所主任研究員、国会議員政策担当秘書を歴任。2000年4月よりNHK水戸文化センターで「心を開く話し方講座」「朗読講座」の講師を務める。
また、1988年にマスコミ・ソフィア会の創設に参加し、東京放送ホールディングス社長や社長室名誉顧問を歴任した濱口浩三初代会長とともに同会の発展に寄与した。
2018年4月7日、肺炎の為死去。